# M51 75mm高射砲

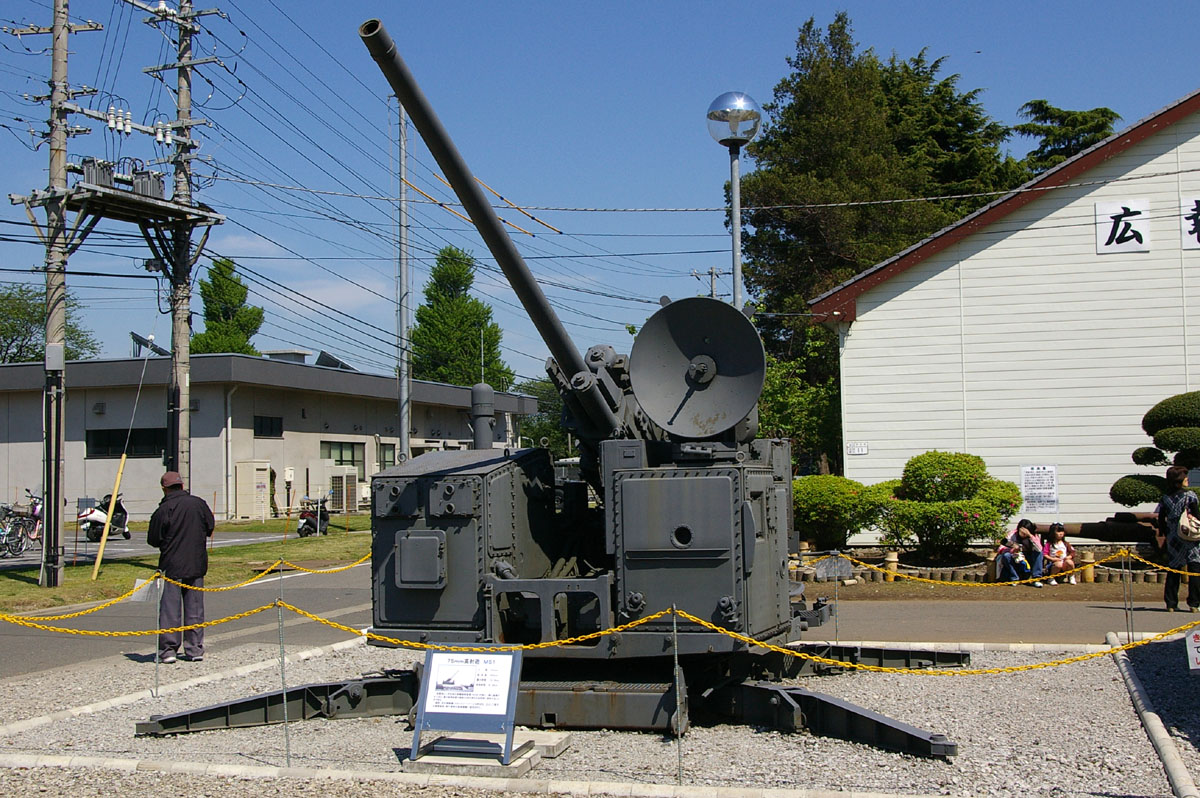
M51正面

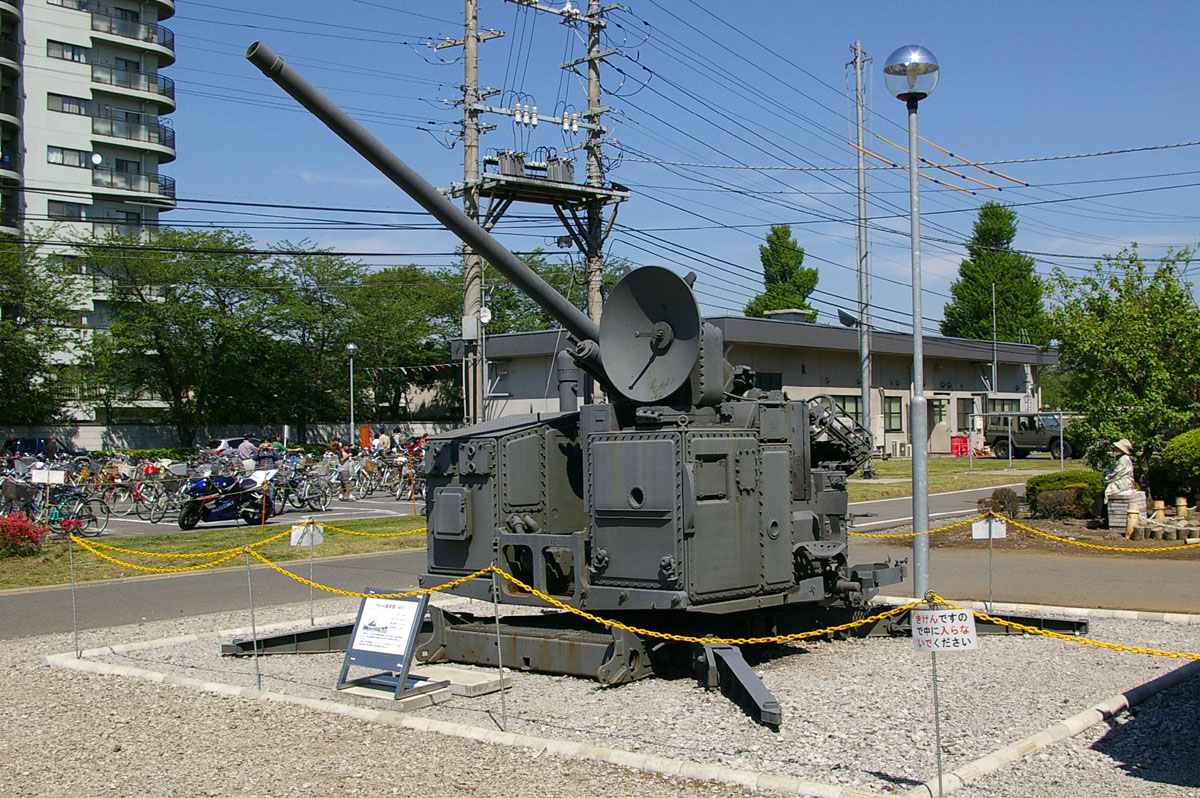
M51斜め前方より

M51 75mm高射砲（M51 75ミリこうしゃほう）は、スカイスイーパー（Skysweeper）の愛称で知られるアメリカ合衆国の高射砲である
レーダー搭載型射撃統制装置（M38）と一体式で、自動給弾装置により22発の弾薬を短時間に発射できる。

## 陸上自衛隊での運用
陸上自衛隊では、アメリカ軍供与品を75mm高射砲M51として高射特科部隊が装備していた。主に後方重要施設、飛行場の直接援護に運用された。

## 諸元
- 口径：75mm
- 重量：8,640kg
- 全長：7,600mm
- 砲身長：4,500mm
- 発射速度：45-55発/分
- 最大射程：13,500m（水平）
- 有効射程：6,300m
- 操作人員：6-9名
- 牽引車両：25tけん引車

## 登場作品

### 小説
『パラレルワールド大戦争』
豊田有恒の小説。松代大本営跡に生じたタイムトンネルを介して1945年の日本に介入した自衛隊が、L-90対空機関砲などとともに装備している。